# Todirostre de Desmarest
Poecilotriccus sylvia
Espèce
Répartition géographique
Statut de conservation UICN

 LC  : Préoccupation mineure
Le Todirostre de Desmarest (Poecilotriccus sylvia) est une espèce de passereaux de la famille des Tyrannidae.

## Répartition et sous-espèces
Selon la classification de référence du Congrès ornithologique international (15.1, 2025) il se répartit en cinq sous-espèces (ordre phylogénique) :
- Poecilotriccus sylvia schistaceiceps Sclater, PL, 1859 — du sud du Mexique à travers l'Amérique centrale ;
- Poecilotriccus sylvia superciliaris (Lawrence, 1871) — vallées du río Cauca et Magdalena ;
- Poecilotriccus sylvia griseolus (Todd, 1913) — nord de la Colombie et Venezuela ;
- Poecilotriccus sylvia sylvia (Desmarest, 1806) — rio Branco (Roraima et Guyana) et Guyane ;
- Poecilotriccus sylvia schulzi (Berlepsch, 1907) — nord du Brésil.

## Habitat
Cette espèce fréquente les zones de végétation humide, les bords de forêts et les bosquets.

## Alimentation
Le todirostre de Desmarest se nourrit principalement d'insectes mais également de quelques fruits.

## Nidification
Il pond ses œufs dans un nid de forme allongée fait de végétaux, suspendu à une branche.